# Bajčići
Bajčići, lok. čak. Bajčić, je selo na otoku Krku.

## Smještaj
Bajčić se nalazi u unutrašnjosti otoka Krka, u zapadnom dijelu otoka koji se naziva Šotovento. Neposredno uz selo prolazi državna cesta D104 koja vodi do trajektnog pristaništa Valbiska. 
S druge, zapadne, strane te ceste je selo Nenadići, oko kilometar južnije je zaselak Kapovci, a još južnije selo Brusići. Malo više od kilometra zapadno je selo Poljica. Od Malinske su Bajčići udaljeni oko 6, a od Krka, kojemu administrativno pripadaju, 9 km. 
U blizini sela je brdo Vrhure (238 mnm) koji štiti Bajčiće, ali i čitav zapadni dio otoka Krka od bure. Po tome je i taj kraj dobio naziv (Šotovento-tal. ispod vjetra, zavjetrina).

## Povijest
Iako je Šotovento bilo naseljeno još u antici, naseljenost je u srednjem vijeku bila vrlo slaba. Taj su kraj iskorištavali stanovnici grada Krka za sječu drva i poljoprivredu, naročito stočarstvo.
Sredinom 15. st. Ivan VII. Frankapan naselio je na područje Šotoventa 200-tinjak vlaških obitelji s Velebita. U svezi s tim naseljavanjem je i postanak većeg dijela današnjih sela Šotoventa pa i Bajčića. Ti su Vlasi govorili posebnim jezikom, krčkorumunjskim jezikom, koji je kroz stoljeća postupno potiskivalo čakavsko narječje kojim se danas u tom kraju govori. Posljednji govornik tog romanskog, krčkorumunjskog jezika bio je Mate Bajčić Gašpović iz Poljica koji je umro 1875. g.

## Naziv
Naziv sela je patronimičkog porijekla, tj. prema prezimenu koje prevladava u tom selu. I danas se većina mještana preziva Bajčić.

## Stanovništvo
Prema popisu stanovnika iz 2001. g. u selu je živjelo 127 stanovnika.
Prema podatcima Krčke biskupije Bajčići su 1795. g. imali 87 žitelja.
Tri su faze kretanja broja stanovnika Bajčića, vrlo slično većini naselja na otoku Krku. To su: 1. faza rasta broja stanovnika, 2. depopulacijska faza 3. u novije vrijeme, od 1981. g., faza laganog porasta populacije.
Prva faza je u pogledu Bajčića trajala od prvog službenog popisa stanovništva 1857. g. (133 stanovnika) sve do iza Drugog svjetskog rata, 1948. g. maksimalnih 180 stanovnika. Tada slijedi 40-ogodišnje depopulacijsko razdoblje uvjetovano ponajviše emigracijom lokalnog stanovništva pretežno u veće gradove, prvenstveno Rijeku. Početkom 1980-ih izgradnjom Zračne luke Rijeka i Krčkog mosta, otok izlazi iz prometne izolacije te su stvoreni preduvjeti za snažniji razvoj turizma. Rezultat toga je pretežni prestanak emigracijskih procesa, a time i ponovni blagi porast ukupne populacije; 1981. g. samo 100 stanovnika, 1991. g. 114, a 2001. g. 127 žitelja.
| broj stanovnika | 133   | 146   | 153   | 144   | 150   | 158   | 155   | 161   | 180   | 168   | 131   | 112   | 100   | 114   | 127   | 131   | 123   |
|                 | 1857. | 1869. | 1880. | 1890. | 1900. | 1910. | 1921. | 1931. | 1948. | 1953. | 1961. | 1971. | 1981. | 1991. | 2001. | 2011. | 2021. |

## Gospodarstvo
Poljoprivreda, koja je tradicionalno bila osnovna privredna grana, naročito stočarstvo te dijelomično ratarstvo i maslinarstvo, u novije vrijeme gube na značaju. Maslinarstvo se donekle obnavlja, ali je danas tek sporedni izvor prihoda.
U mjestu radi nekoliko obrtnika, a dio mještana radi u gradu Krku i Malinskoj. Turizam nije razvijen. U susjednim Nenadićima je veći prehrambeno-industrijski pogon.
Jedan od najvećih problema i prepreka gospodarskom razvoju Šotoventa bio je nepostojanje vodovoda. U izgradnju vodovodne mreže krenulo se tek 2005. g., a Bajčići su bili prvo šotoventinsko selo koje je dobilo pitku vodu još iste godine.

## Znamenitosti
U mjestu je kapela svetog Leonarda. Izgrađena je 1769. g. od materijala istoimene kapele koja je bila u susjednom selu Žgaljići. Duga je 6 metara, široka malo više od 3, a visoka oko 4,5 metra. Pred ulazom je i loža. Bajčići pripadaju pod župu Poljica.
Susjedno selo Poljica zbog sačuvane autohtone arhitekture je zaštićeno.
Nekoliko kilometara zapadno od Bajčića je franjevački samostan s početka 16. st., na samoj obali mora, u zasoku Glavotok.
Središte lokalne samouprave, grad Krk, star je više tisuća godina i obiluje povijesnim i kulturnim znamenitostima te galerijskim prostorima.

## Vanjske poveznice
- Službene stranice grada Krka
- Službene stranice Turističke zajednice Grada Krka